# 切雷莫什納 (基輔州)
51°12′26″N 29°50′13″E / 51.20722°N 29.83694°E
切雷莫什納（羅馬化：Cheremoshna）是位於烏克蘭北部的村莊，由基辅州维什霍罗德区的克拉斯亞蒂奇市鎮負責管轄。該村始建於1900年，面積4平方公里，海拔高度131米，2001年人口48，人口密度每平方公里12人。